# Violette Spillebout
Violette Spillebout, née le 2 septembre 1972 à Lyon, est une femme politique française. Elle est députée à l'Assemblée nationale depuis 2022.

## Biographie

### Famille et formation
Violette Spillebout naît à Lyon dans une famille d'enseignants. Sa famille s'installe à Lille lorsqu'elle est âgée de 11 ans. Son père est un agronome, directeur de recherche à l'INRA et professeur à l'ISA Lille. Sa mère est professeure agrégée de français au lycée privé catholique Saint Jean-Baptiste de la Salle de Lille,.
Elle fait des études de biologie puis poursuit sa formation avec un diplôme d'études supérieures spécialisées (DESS) en management des entreprises.

### Carrière professionnelle et politique
Après avoir travaillé 2 ans et 5 mois en tant que consultante pour la Caisse des Dépôts à Paris, Violette Spillebout rejoint la mairie de Lille en 1997 comme chargée de mission auprès de Pierre Mauroy,, à l'âge de 25 ans.
Elle devient directrice de cabinet de Martine Aubry de 2008 à 2012[réf. nécessaire]. Elle quitte la vie politique locale en 2013 et rejoint le groupe SNCF en tant que directrice de la relation client et des situations sensibles. À ce sujet, Violette Spillebout déclare : « Martine Aubry m'a aidée à y entrer »,.
En 2018, elle quitte le PS pour rejoindre La République en marche (LREM) et participe au lancement du « Collectif Lille C », la plateforme politique de Christophe Itier (LREM), candidat aux élections législatives de 2017 dans la première circonscription du Nord et ancien référent départemental de LREM, battu par Adrien Quatennens (LFI) au second tour.

#### Élections municipales de 2020 à Lille
Violette Spillebout est investie en juillet 2019 par LREM pour être candidate aux élections municipales à Lille en mars 2020. Elle arrive en 3e position lors du 2e tour le 28 juin 2020 avec 20,58 % des voix, derrière la maire sortante Martine Aubry et le candidat écologiste Stéphane Baly,.

#### Députée du Nord
Lors des législatives de 2022, l'alliance Renaissance (ex-LREM) l'investit à la place de Valérie Petit, députée LREM déjà élue dans cette circonscription en 2017, dans la neuvième circonscription du Nord sous l'étiquette de la coalition Ensemble. À la suite de cette décision du parti, Valérie Petit déclare ne pas soutenir la candidature de Viollette Spillebout, bien qu'elle reste toujours fidèle au mouvement d'Emmanuel Macron. Violette Spillebout est élue avec 59,10 % des voix au second tour.
Elle devient ensuite porte-parole du groupe Renaissance à l'Assemblée nationale.
Violette Spillebout soutient initialement de manière transpartisane plusieurs garanties d'indépendance au sein des entreprises de presse, notamment à la suite de la crise au Journal du dimanche en 2023. Avec des parlementaires de différentes tendances - Renaissance, Horizons, Modem, PS, GDR-PCF, Ecologistes, LFI mais pas Les Républicains et Rassemblement national - , elle présente alors le 19 juillet 2023 à l'Assemblée nationale une proposition de loi « visant à protéger la liberté éditoriale des médias sollicitant des aides de l'État » qui prévoit notamment la mise en place d’un droit d’agrément des journalistes lors d'une nomination à la tête de leur rédaction, réservé aux médias qui reçoivent des aides financières de l'État, c'est-à-dire la plupart d'entre eux,.
En novembre 2023, elle crée un groupe de parlementaires, Médias et Informations de la majorité présidentielle, chargé de rendre un Livre blanc aux États généraux de l'information (EGI),.
En septembre 2023, elle devient corapporteuse de la mission d'information sur le statut de l'élu local. Le rapport est présenté en décembre 2023,et une grande loi transpartisane est prévue pour le printemps 2024,. La loi est finalement déposée en février avec le député Sebastien Jumel. À la suite de sa réélection, elle décide de redéposer cette loi avec le député PS Stéphane Delautrette.
En mai 2024, lors des élections européennes, elle figure sur la liste Besoin d'Europe de Valérie Hayer en position non-éligible au côté de Vanessa Duhamel pour représenter le Nord.
Le 17 septembre 2024, elle présente un Livre blanc sur les médias et l'information, 100 propositions, après l'avoir rendu aux États Généraux de l'information, quelques mois plus tôt. Elle annonce également le dépôt d'une proposition de loi visant à renforcer la confiance dans les médias et à garantir l'accès à une information fiable dans un environnement en perpétuelle mutation.

### Vie privée
Elle est l'épouse d'Olivier Spillebout, directeur de la Maison de la photographie de Lille, dans le quartier de Lille-Fives. Le couple a deux enfants,.

## Affaires judiciaires
Le 4 juillet 2023, elle est condamnée par le tribunal judiciaire de Lille à 6 000 € de dommages et intérêts pour « constitution de partie civile abusive » et à rembourser l'intégralité des frais de justice (3 784,50 €) du directeur de la rédaction du journal Mediacités, qu'elle avait attaqué pour harcèlement,. Après avoir fait appel de la décision, elle est finalement uniquement condamnée au remboursement des frais de justice.
En 2023, Violette Spillebout accuse Martine Aubry, son adversaire lors des élections municipales de 2020 à Lille, d'avoir acheté le soutien de la boxeuse Licia Boudersa en lui promettant un emploi à la ville de Lille pour lui permettre d'obtenir des voix supplémentaires. Licia Boudersa décide alors de porter plainte pour diffamation. Par ailleurs, la sportive a souhaité faire valoir que le contrat qu'elle avait signé n'était pas le seul. Plusieurs contrats entre elle et la ville de Lille avaient été signés avant 2020 : « Visiblement, mon accusatrice se moque de cette réalité et, souhaitant atteindre la majorité municipale, me salit au passage. »

## Synthèse des résultats électoraux

### Élections législatives
| Année | Parti  | Parti    | Circonscription | 1er tour | 1er tour | 1er tour | 2d tour | 2d tour | 2d tour |
| Année | Parti  | Parti    | Circonscription | Voix     | %        | Rang     | Voix    | %       | Issue   |
| ----- | ------ | -------- | --------------- | -------- | -------- | -------- | ------- | ------- | ------- |
| 2022  |        | LREM/ENS | 9e du Nord      | 13 889   | 31,9     | 1re      | 23 990  | 59,1    | Élue    |
| 2024  | 20 620 | LREM/ENS | 9e du Nord      | 34,0     | 1re      | 27 081   | 45,1    | Élue    |         |

### Élection municipale
Les résultats ci-dessous concernent uniquement les élections où elle est tête de liste.
| Année | Parti | Parti | Commune | 1er tour | 1er tour | 1er tour | 2d tour | 2d tour | 2d tour | Conseillers municipaux |
| Année | Parti | Parti | Commune | Voix     | %        | Rang     | Voix    | %       | Rang    | Conseillers municipaux |
| ----- | ----- | ----- | ------- | -------- | -------- | -------- | ------- | ------- | ------- | ---------------------- |
| 2020  |       | LREM  | Lille   | 6 960    | 17,5     | 3e       | 7 919   | 20,6    | 3e      | 6 / 61                 |